# Gustavo Bueno
Gustavo Bueno Martínez (Santo Domingo de la Calzada, 1 de setembro de 1924 — Niembro, 7 de agosto de 2016) foi um filósofo espanhol, autor do sistema filosófico conhecido como materialismo filosófico. Depois de realizar sua tese doutoral como bolsista do Conselho Superior de Investigações Científicas obtém, em 1949, uma cátedra do Ensino Médio, começando nesse ano sua vida docente no Instituto Lucía de Medrano de Salamanca. Em 1960 estabelece-se definitivamente nas Astúrias, onde exerce como catedrático na Universidade de Oviedo, instituição com a qual colabora até 1998. Trabalhou na fundação que leva seu nome, que tem sua sede em Oviedo. É fundador da revista El Basilisco.
Morreu em 7 de agosto de 2016, aos 91 anos.